# شهرستان تخته‌کوپیر
ناحیهٔ تخته‌کوپیر (به ازبکی: Taxtakoʻpir tumani، تخته‌کۉپیر تومنی)(به قره‌قالپاقی: Taxtakópir rayonı، تاختاكوپیر رایونىُ) یک ناحیه در ازبکستان است که در قره‌قالپاقستان واقع شده‌است. ناحیه تخته‌کوپیر ۳۸٬۹۰۰ نفر جمعیت دارد.